# Bouloc-en-Quercy
Bouloc-en-Quercy (até 2017: Bouloc) é uma comuna francesa na região administrativa de Occitânia, no departamento de Tarn-et-Garonne. Estende-se por uma área de 14,81 km². Em 2010 a comuna tinha 194 habitantes (densidade: 13,1 hab./km²).